# Échangeur d'Orange
 (juin 2025).
Motif : Pas de sources. Voir Discussion:Échangeur de Shimukappu/Admissibilité.
- Archive Wikiwix
- Bing
- Cairn
- DuckDuckGo
- E. Universalis
- Gallica
- Google
- G. Books
- G. News
- G. Scholar
- Persée
- Qwant
- (zh) Baidu
- (ru) Yandex
- (wd) trouver des œuvres sur Wikidata

| 1. | Préciser le motif de la pose du bandeau. | Précisez le motif de la pose du bandeau en utilisant la syntaxe suivante : {{admissibilité à vérifier\|date=juin 2025\|motif=remplacez ce texte par le motif}}                          |
| 2. | Informer les utilisateurs concernés.     | Pensez à avertir le créateur de l'article, par exemple, en insérant le code ci-dessous sur sa page de discussion : {{subst:avertissement admissibilité à vérifier\|Échangeur d'Orange}} |

L'échangeur d'Orange est un échangeur autoroutier situé sur le territoire de la commune
d'Orange. Il est constitué d'un ensemble de bretelles et d'un rond-point. L'échangeur permet d'une part, le débranchement de l'autoroute A9 depuis l'autoroute A7 et d'autre part, la desserte d'Orange.

## Axes concernés
- l'A 7 : axe Lyon - Marseille/Nice ;
- l'A 9 : vers Nîmes, Montpellier et l'Espagne ;
- la RD 17 : vers le centre d'Orange, Valréas, Nyons et Caderousse.

### Jonctions A9-A7

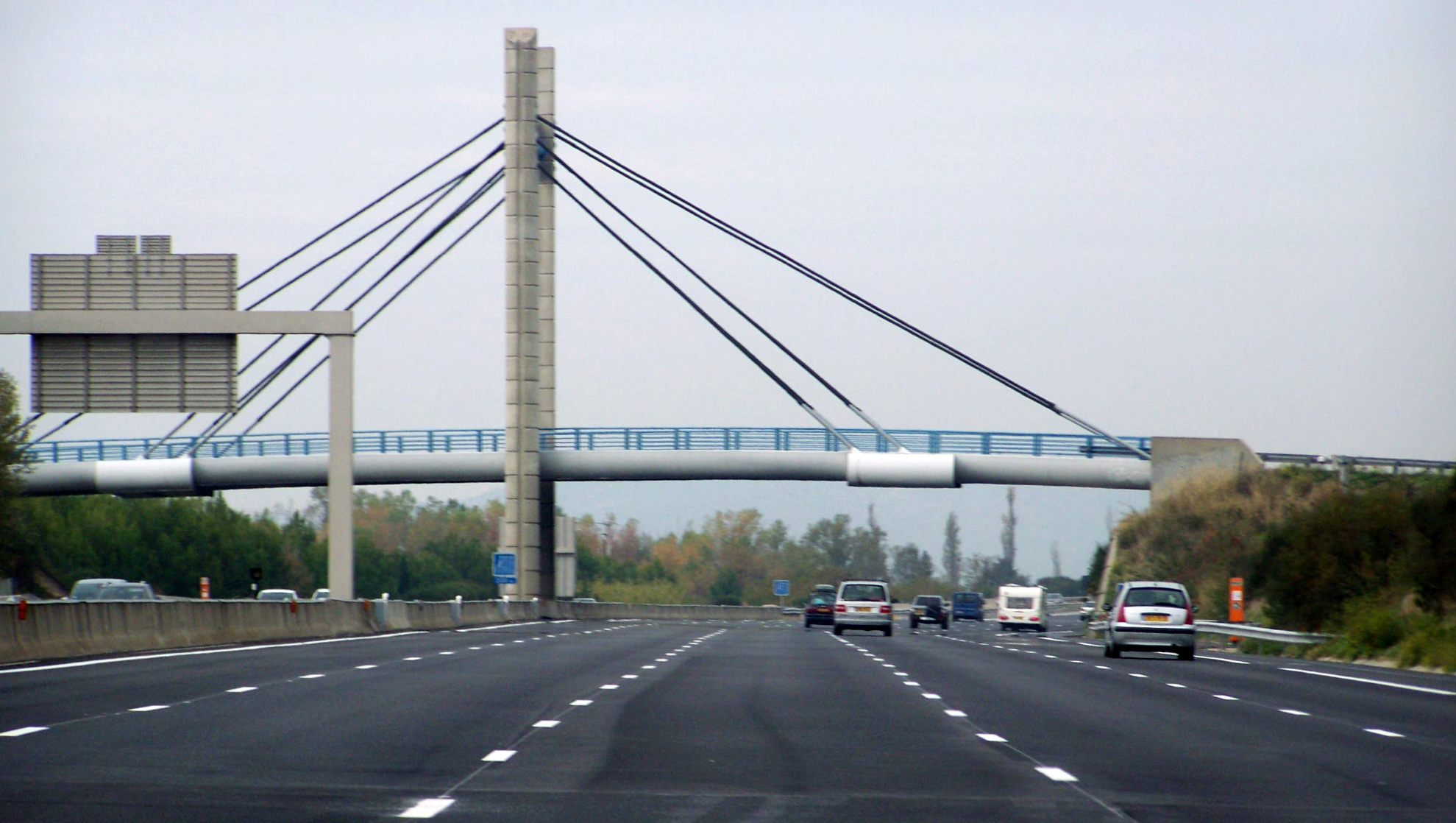
L'A7 au niveau de la jonction: 5 files dont les deux de droite proviennent de l'ex-A9.

- Il est impossible de bifurquer directement vers l'A9 à partir de l'A7 dans le sens Sud-Nord. Il est nécessaire de sortir à la commune d'Orange afin de rejoindre celle-ci. Si le conducteur vient de Salon-de-Provence ou plus au sud, et qu'il souhaite rejoindre l'Espagne, l'autoroute A54 permet de rejoindre l'A9 au niveau de Nîmes.
- De la même manière, en provenant de l'A9, il est impossible de bifurquer directement vers l'A7 en direction de Marseille. Il est nécessaire de sortir à la commune d'Orange afin de rejoindre celle-ci. Tout comme dans le cas précédent, l'autoroute A54 relie l'A7 et l'A9 entre Nîmes et Salon-de-Provence.